# Сакма
Сакма́ (вероятно от тюрк. sok ‛бить’) — изначально след на земле (траве, снегу), оставленный зверем (животными) или конницей.
Позднее сакма означала всякую проторённую, испытанную, проверенную, наезженную, нахоженную дорогу (шлях). В русской летописной терминологии сакмы — пути (маршруты) передвижения татарских войск, а также главные дороги из Орды на Русь, из степей на Русь. У В. И. Даля Сакма́ (вост. Сокма) — колея, след колеса или полоза; дорожка, тор, тропа, тропинка лесная; бичевник, утоптанная по бичевнику тропа; след или брод по траве, по росе; путь, которым прошли пешие или конные.

## Сакмы (дороги) Древней Руси
- Сакма Батыя
- Кальмиусская сакма
- Изюмская сакма
- Муравский шлях
- Бакаев шлях

### Бакаев шлях
Бакаев шлях ответвлялся южнее реки Сейма от Муравского шляха, шедшего от Перекопа до района Тулы, пересекая его в 40 километров выше Курска. Назван по имени Бакай-мурзы, одного из предводителей крымских татар, часто пользовавшихся этим путём для набегов на южные города России в XVI — начале XVII веков. Отрезок Бакаева шляха от Рыльска до Болхова называется Свиной дорогой.

## Этимология
Этимология слова до конца не выяснена. Существуют версии древнеславянского и тюркского происхождения слова.
Первой версии придерживались Погодин, Остен-Сакен. Даль в своём словаре сводит этимоголию к славянскому слову «сочить», означающему ‛искать’, ‛ловить’, ‛доставлять’ и так далее. Впрочем, сам Даль пишет, что «сокма поминается уже в татарщину».
Второй версии придерживались Василий Радлов, Франс Миклошич, Макс Фасмер. Франц Миклошич отмечал, что в семантическом отношении «сакма» — это шлях.
Слово «шлях» перешло в русский из польского, в который в свою очередь попало из средневерхненемецкого, в котором слово slag означало то же, что и современное немецкое слово schlagen (‛бить, ударять’). В русском языке также существует выражение «битая дорога», то есть торная, накатанная.
По М. Фасмеру, слово «сакма» («сокма») тюркского происхождения от начальной основы sok — бить. Данная основа (соқ-) подробно описана в «Этимологическом словаре тюркских языков» (том 7), где первым значением (I) проставлено ‛бить, ударять’. В этой же книге отмечено, что основа эта типологически сопоставима с монгольским «цох» (то есть «цохих» — бить, ударять), калмыкским «цокх» — бить, ударять.
В отношении путей сообщения в современных тюркских языках основа широко используется в значении тропы. В казахском слово «тропа» будет соқпақ, в киргизском — сокмок. В башкирском встречаем һуҡмаҡ («тропинка, дорожка, стёжка»). В марийском языке есть слово сокмак — «тропинка, узкая тропа, дорога», что является признаком татарского влияния. В татарском и чувашском языках сукмак имеет тот же смысл. Переход от основы сок- на сук- вполне естественный для татарского языка. Аффикс «-мак» является распространённым в татарских словах, но непродуктивным, то есть ныне не участвует в словообразовании, в прошлом с его помощью от глагола или именной основы формировалось существительное.
У киргизов в произведениях Чингиза Айтматова помощник чабана — сакманщик.
В Краснопартизанском районе Саратовской области есть село Большая Сакма. Как и большинство сёл, оно образовалось во времена царствования Екатерины Второй. Датой образования села считается 1773 год. Первыми поселенцами были кочевники-киргизы. Место для будущего поселения было выбрано со знанием дела: левый берег Большого Иргиза в месте впадения в него реки Сакма.

## Использование
В толковом словаре живого великорусского языка В. И. Даля:
«Казаки по сакме узнают, сколько (горцев, киргизов) прорвалось, куда, и приблизительно когда: о времени, вернее узнают по помёту», «Ходили башкирцы смотреть сокмы. Воевав деревни, и пошли опять назад тою же сокмою, откудова пришли»
Термин использовался в русских летописях. Широко распространенной была идиома «сакма Батыя».
В частности, в документе 1681 года «Выписку в Разряд о построении новых городов и Черты» предлагается при строительстве засечной черты учитывать прошлые маршруты движения (Сакмы) войск неприятеля.
 «В прошлых давных летех, при княжении великих князей Московских, как Скифской породы Татарские цари жили в Орде на луговой стороне Волги реки, на реке Ахтубе.
И в те времена Ордынские цари и Нагайские Мурзы с татары приходили в Российские места войною Сакмами:
По 1-й, из за Волги, на Царицынской и на Самарской перевозы, и через реку Дон на Казанской брод и на урочище Казар, где ныне город Воронеж, на Рязанския и на Коломенския и иныя места;
по 2-й, перешод реку Волгу, а Дону реки не дошод, промеж реки Хапра и Суры, чрез реки Лесной и Полной Воронежи, на Ряския и на Рязанския и на Шацкия места, которою Сакмою и Батый в войну на Русь шол.

А как по милости Всесильного, в Троице Славимого Бога, великие князи Московские на Ахтубе Орду войною разорили и учинили пусту и Ординские царевичи с татары, которые из тех мест от войны ушли и повоевали и завладели подле Чёрного моря, меж рек Днепра и Дону, Греческие Области Корсунскую землю и в ней поселились и устроились и прозвали то место Крымом и учинились владетелями, и с тех времен Крымские ханы и мурзы с татары приходили войною на Российские городы от Крыму, промеж рек Днепра и Дону, новыми Сакмами:
По 1-й, по Кальмиюской и по Изюмской, чрез реку Северской Донец и Ливенскиея и на Елецкия и на Тульския места;
по 2-й, по Муравской и Бакаевым шляхом, меж Северскаго Донца и рек Мерха и Ворскла к Думчему Кургану — на Курския и на Северския и на иныя тамошния места; а промеж же рек Волга и Дону прежними Сакмами, которыя писаны выше сего, приходили на Рязанския места и в Низовые городы Озовцы и Нагайские кочевые татаровя;
по 3-й, вверх по Волге реке нагорною стороною к Казани, а от Казани на Нижегородския и Муромския и Касимовския и иныя тамошния места. И великие князи по тем вышеописанным Сакмам построили в степи городы:
на 1-й Елец, Воронеж,
на 2-й Ряской,
на 3-й Арзамас, Курмыш, Алатырь и иные.

И при державе блаженныя памяти Царя и великаго князя Ивана Васильевича всеа Русии от Крыму и от Ногаю на тех вышеописанных Сакмах по урочищам в летнее время для обереженья ставили на сторожах станичные головы с станицами.
А при державе сына его, блаженные памяти Царя и великого князя Федора Ивановича всеа Русии и во время Царя Бориса Федоровича всеа Русии на тех же Сакмах построены были городы Ливны, Оскол, Валуйка, Царев Борисов, Белгород…»

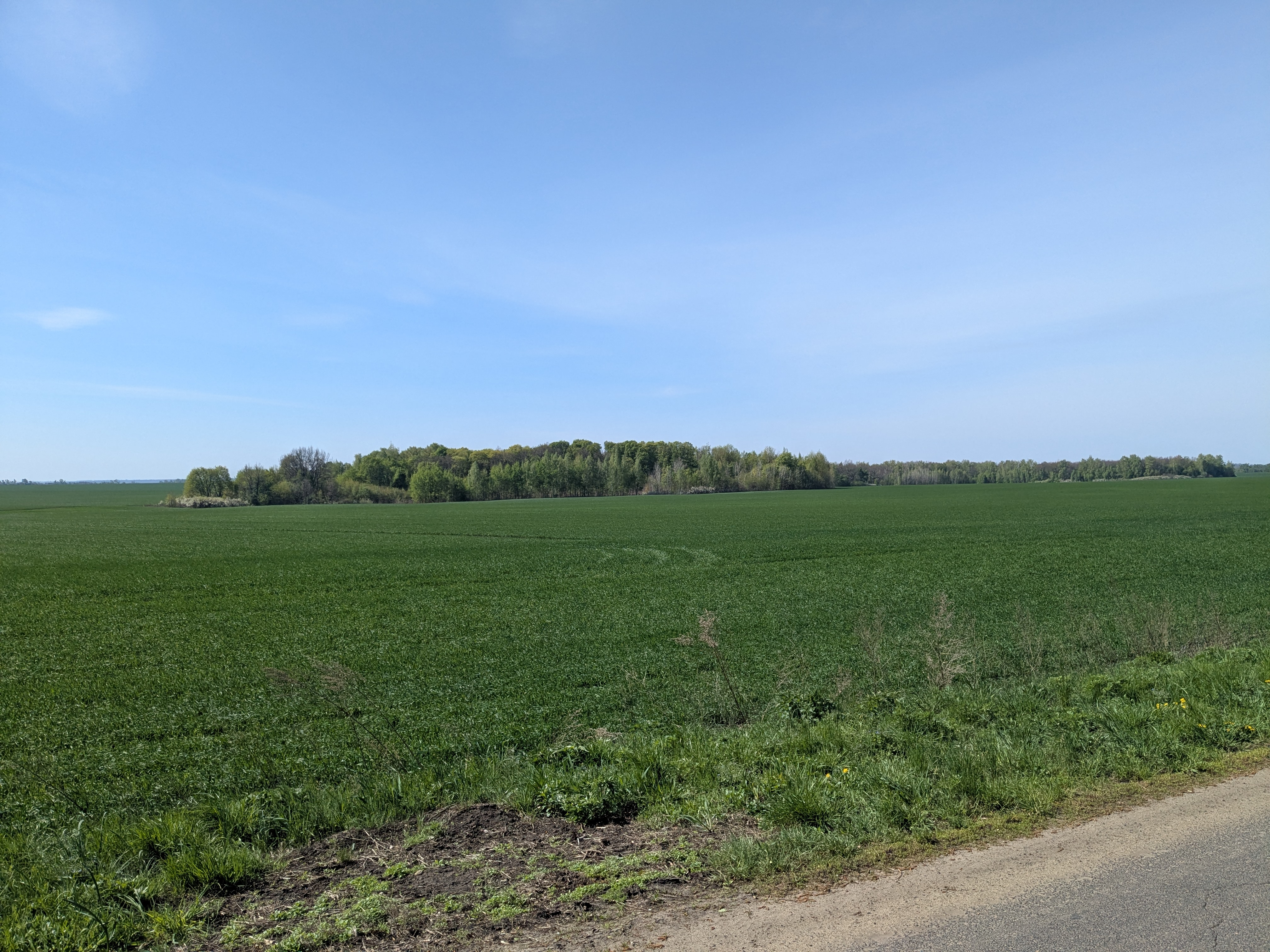
Урочище Сакма

В Щигровском районе Курской области есть урочище Сакма